# Fayṣal bin Musāʿid bin ʿAbd al-ʿAzīz Āl Saʿūd
Fayṣal bin Musāʿid bin ʿAbd al-ʿAzīz Āl Saʿūd (in arabo فيصل بن مساعد بن عبد العزيز آل سعود‎?; Riad, 4 aprile 1944 – Riad, 18 giugno 1975) è stato un principe e criminale saudita, nipote e assassino del re dell'Arabia Saudita Fayṣal.

## Primi anni di vita
Il principe Faysal nacque a Riad nel 1944 . Suo padre era il principe Musa'id bin Abd al-Aziz Al Sa'ud, mentre sua madre era Watfa, figlia di Muhammad bin Talal, 12° (e ultimo) emiro di Jebel Shammar. In seguito i suoi genitori divorziarono. Lui e i suoi fratelli e sorelle erano molto più vicini ai loro parenti Rashidi che a quelli paterni, gli Al Sa'ud.
Nel 1966, suo fratello Khālid venne ucciso nella capitale durante una protesta contro l'introduzione della televisione, i dettagli della sua morte non furono mai del tutto chiariti;secondo alcuni rapporti sostengono che lui in realtà fosse morto per resistenza all'arresto fuori da casa sua,nessuna indagine sul suo decesso fu mai avviata. Faysal aveva un altro fratello, Bandar, e una sorella, Al Jawhara. Abdul Rahman bin Musa'id invece era suo fratellastro.

## Formazione
Faysal studiò negli Stati Uniti, prima presso la San Francisco State University, poi presso l'Università del Colorado a Boulder. I suoi colleghi d’università lo descrissero come : "tranquillo, simpatico, anche se non studioso". Il professor Edward Rozek, suo docente in tre corsi di governo comparato, lo descrisse come "un accademico D e uno studente C", inoltre affermó che a suo parere la motivazione per l'assassinio dello zio, poteva essere legata alla sua dipendenza dalla droga.
Nel 1970 venne arrestato a Boulder in Colorado, per la spaccio di LSD ed hashish. Nel mese di maggio dello stesso anno, il procuratore distrettuale lasciò cadere le accuse.

### Christine Surma
La sua fidanzata, Christine Surma, aveva 26 anni al momento dell'assassinio. Surma riteneva essere nell'interesse del regno "raggiungere la pace con Israele, anche se ciò non era possibile con i predecessori di re Faysal."

## Dopo gli Stati Uniti
Dopo aver lasciato gli Stati Uniti, si è recò prima a Beirut, poi per ragioni sconosciute, andò anche nella Germania dell'Est. Quando tornò in Arabia Saudita, le autorità gli sequestrarono il passaporto a causa dei problemi causati all'estero. Quindi iniziò ad insegnare presso l'Università di Riyad restando comunque in contatto con Christine Surma.

## Assassinio e processo

### Attentato
Il 25 marzo 1975 Faysal si recò al Palazzo Reale di Riyad, dove re Faysal stava tenendo un majlis, un evento in cui il monarca o il capo di una tribù apre la sua residenza ai cittadini per permettere loro di entrare e presentare una petizione. Si unì quindi alla delegazione kuwaitiana e si mise in fila per incontrare il re. Quest'ultimo, una volta riconosciuto il nipote chinò la testa in avanti, in modo che il giovane Faysal potesse baciargli la testa in segno di rispetto. Proprio in quel momento il principe estrasse una pistola dalla sua veste e sparò due colpi che centrarono il sovrano al volto, esplose un terzo colpo che però non andò a segno, quindi gettò via la pistola. Re Faysal cadde a terra ferito. Una guardia del corpo colpì il principe Faysal con una spada inguainata mentre il ministro del petrolio Zaki Yamani urlò più volte di non uccidere l'attentatore. Il sovrano venne subito trasportato in ospedale ma i medici non riuscirono a salvarlo. Prima di morire, il re ordinò che l'assassino non fosse giustiziato. Una troupe televisiva saudita riprese l'intero scena del regicidio.

### Imprigionamento ed esecuzione
I primi rapporti descrissero Faysal bin Musa'id come "mentalmente squilibrato". Fu immediatamente trasferito in una prigione di Riyad. Tuttavia successivamente venne ritenuto sano di mente per essere processato.
Il 18 giugno successivo, una corte della shari'a giudicò Faysal colpevole di regicidio, l’imputato venne giustiziato pubblicamente alcune ore più tardi, alle 16.30.  Il fratello Bandar venne imprigionato per un anno e poi rilasciato. Alcune auto con altoparlanti annunciarono il verdetto e l'imminente esecuzione; la folla quindi si riunì in piazza. Faysal, barcollante venne condotto da un soldato al punto di esecuzione. Indossava abiti bianchi ed era bendato. Il principe fu decapitato con un solo colpo. Dopo l'esecuzione, la sua testa venne esposta pubblicamente su una picca di legno per 15 minuti, prima di essere portata via con il resto del cadavere in ambulanza.

### Possibili moventi
I giornali di Beirut sostennero che come possibile movente ci potesse essere la nota dipendenza dalla droga del giovane principe. I funzionari sauditi affermarono che le azioni del principe erano deliberate e pianificate. Alcune voci suggerirono che il principe avesse comunicato alla madre i suoi piani omicidi, la quale a sua volta riferì il sovrano che rispose che: "se quella era la volontà di Allah, allora sarebbe dovuto accadere ciò". Il movente comunemente accettato dai media arabi sostiene che il principe sarebbe stato lo strumento della CIA che cercava vendetta per la crisi energetica del 1973.
I giornali della capitale libanese offrirono tre diverse spiegazioni per l'attacco. An-Nahar riferì che l'attacco potrebbe essere stato una possibile vendetta per la detronizzazione di re Sa'ud, in quanto il principe Faysal era destinato a sposare Sita, una delle figlie dell'ex monarca. Nella stessa settimana, Un-Nahar riferì che il sovrano aveva ignorato le sue ripetute lamentele in cui sosteneva che l'assegno mensile di 3500 dollari (15 400 dollari a settimana e 800 000 l'anno al tasso del 2014) era insufficiente e che questo poteva averlo spinto all'omicidio. Al Bayrak inve riferì che secondo affidabili fonti arabe, il monarca gli vietò di lasciare il paese a causa del consumo eccessivo di alcol e droghe all'estero e che l'attacco mortale potrebbe essere stato una rappresaglia contro tale divieto.